# Jimmy Pop
Jimmy Pop (født James Moyer Franks, 27. august 1972 i Trappe, Pennsylvania), også kendt som Jimmy Pop Ali, er en amerikansk sanger og sangskriver, musiker og komponist, kendt som forsanger i bandet Bloodhound Gang. 
Sammen med Bam Margera, Brandon DiCamillo, og Jess Margera kendt som The DiCamillo Sisters, lavede han jule-singlen But Why's It So Cold?, han har også medvirket på det tyske band Scooters album The Ultimate Aural Orgasm. Desuden har Pop medvirket i en del film, hovedsageligt som sig selv.